# Michael German, Baron German

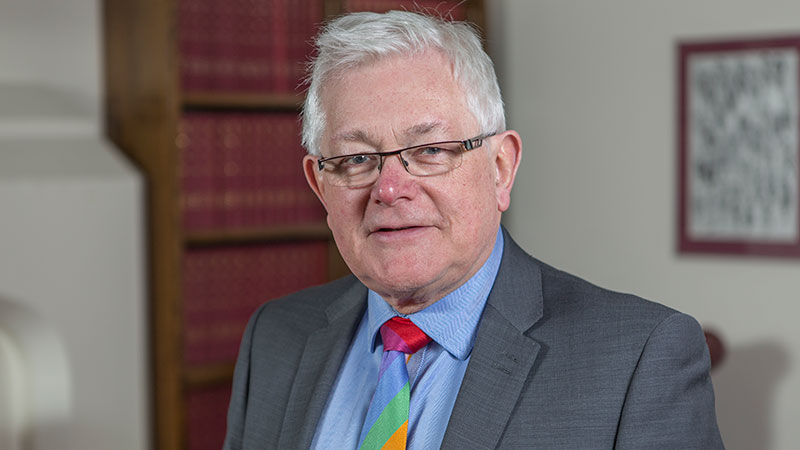
Michael German, Baron German

Michael James German, Baron German OBE (* 8. Mai 1945 in Cardiff, Wales), vor allem bekannt als Mike German, ist ein britischer Politiker, früherer Deputy First Minister von Wales, ehemaliges Mitglied der National Assembly for Wales und als Life Peer Mitglied des House of Lords.

## Leben
Bereits in frühen Jahren war Mike German aktiv bei den Seepfadfindern in Cardiff. Er besuchte das College im walisischen St. Illtyd und später das St. Mary’s University College in Twickenham in der Nähe von London. Nach seinem Schulabschluss begann er zunächst ein Fernstudium an der Open University und später an der University of the West of England. Nach dem Studium arbeitete er von 1966 bis 1991 als Musiklehrer und ehrenamtliches Mitglied des Schulbeirats (so genannter School governor). 1991 wurde er Leiter für Europafragen beim Welsh Joint Education Committee (WJEC).
Neben seiner Tätigkeit als Lehrer begann er sich bereits früh politisch bei den Liberal Democrats in seiner Heimatstadt Cardiff zu engagieren. Von 1983 bis 1996 war er Fraktionschef der Liberal Democrats in Cardiff, von 1987 bis 1991 gehörte er dem gemeinsamen Vorsitz des Cardiffer Stadtrats an. In den Jahren 1983 und 1987 gehörte er zu den Liberal Democrats, die sich seinerzeit für eine Allianz mit der SDP aussprachen. Bei der Wahl von 1983 trennten ihn schließlich nur 3452 Stimmen vom Wahlsieg. 1996 wurde er als Officer in den Order of the British Empire aufgenommen. 1999 wurde er in die walisische Nationalversammlung gewählt und jeweils 2003 und 2007 wiedergewählt.
In der Regierung von Labour und Liberal Democrats in Wales unter Rhodri Morgan war er von 2000 bis 2001 stellvertretender Erster Minister und Minister für Wirtschaft und Transport. Aufgrund von Betrugsanschuldigungen bei seiner Arbeit beim WJEC ließ er sein Amt als stellvertretender Minister ab 2001 ruhen und wurde von Jenny Randerson kommissarisch vertreten. Die Anschuldigungen stellten sich später als unbegründet heraus. Von 2002 bis 2003 war er Minister für ländliche Angelegenheiten und die Vertretung von Wales im Ausland. Im November 2007 bis 2008 folgte er Lembit Opik als Vorsitzender der Liberal-Democrats in Wales.
Am 24. Juni 2010 wurde er als Baron German, of Llanfrechfa in the County Borough of Torfaen, zum Life Peer erhoben und ist dadurch seitdem Mitglied des House of Lords. Aufgrund seines Einzugs ins House of Lords musste er sein Mandat in der National Assembly aufgeben, ihm folgte seine Frau Veronica German als Abgeordnete nach.

## Familie
Mike German ist aus erster Ehe Vater zweiter Kinder und seit 2006 in zweiter Ehe mit Veronica German verheiratet.